# Cilando
Cilando (en griego, Κύλλανδος) fue una antigua ciudad de Caria (en la actual Turquía). 
Perteneció a la Liga de Delos puesto que aparece mencionada en los registros de tributos a Atenas entre los años 454/3 y 447/6 a. C. donde pagaba un phoros de dos talentos, así como en el decreto de tasación de tributos a Atenas del año 425/4 a. C.
Es mencionada también por Esteban de Bizancio. Por otra parte, el distrito de Cilandia es citado en una inscripción del año 197 a. C.
Se desconoce su localización exacta.